# Górnik Zabrze
Il Górnik Zabrze è una società calcistica polacca con sede nella città di Zabrze. Milita nella Ekstraklasa, la massima serie del campionato polacco di calcio. 
Fondata nel 1948, ha vinto 14 campionati, 6 coppe nazionali e una supercoppa nazionale ed è la seconda squadra più titolata del paese dopo il Legia Varsavia. A livello internazionale il risultato di maggior prestigio è il raggiungimento della finale della Coppa delle Coppe 1969-1970, persa contro il Manchester City.

## Storia
Il Górnik Zabrze viene fondato il 14 dicembre 1948 dall'unione di varie società a Zabrze, città da poco entrata a far parte della Polonia. Alla squadra viene dato il nome Górnik, che in polacco significa "minatore", in virtù della vocazione mineraria del territorio.
La squadra parte dal basso dei campionati regionali, e accede per la prima volta in massima divisione nel 1956. Conclude questo torneo in sesta posizione, mentre già nel campionato successivo può festeggiare il primo titolo nazionale. Gli anni cinquanta vengono conclusi vincendo un secondo campionato, nel 1959.
Gli anni sessanta sono un decennio di grandi soddisfazioni per il Górnik, a cominciare dalla vittoria del campionato 1961. Proprio in virtù di questo successo partecipa per la prima volta alle competizioni europee nella Coppa dei Campioni 1961-1962; qui è però battuto nettamente dagli inglesi del Tottenham. Proseguendo, il Górnik vince cinque campionati di fila tra il 1962-1963 e il 1966-1967, a cui fanno seguito altrettante partecipazioni alla Coppa dei Campioni. Tra queste edizioni la squadra avanza maggiormente in quella del 1967-1968 quando, dopo aver eliminato gli svedesi del Djurgården e i sovietici della Dinamo Kiev viene eliminato nei quarti di finale dagli inglesi del Manchester United poi vincitori del trofeo. 

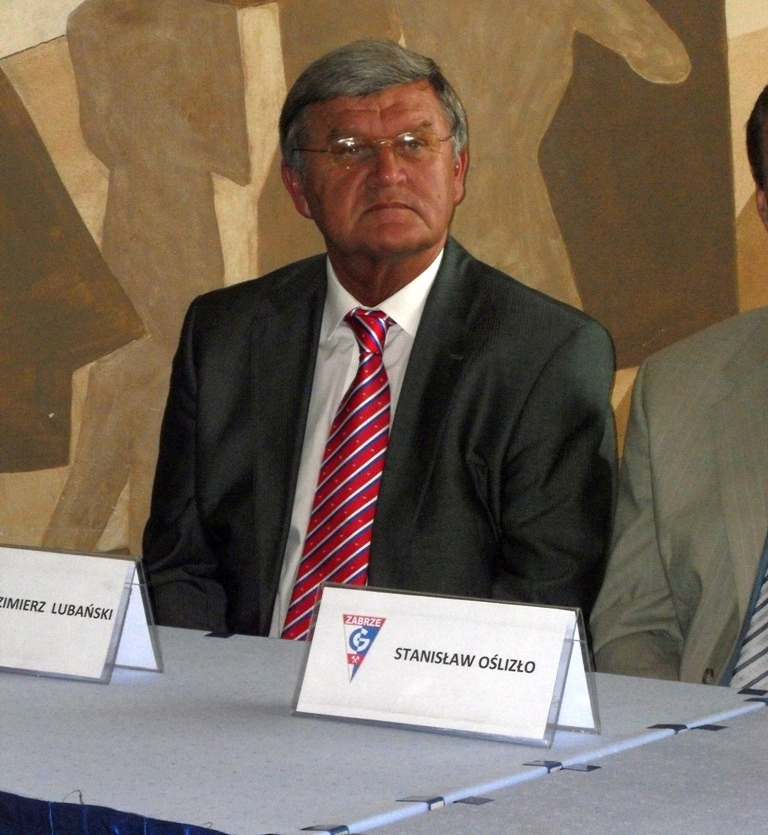
Włodzimierz Lubański nel 2011

Il Górnik vince la prima Coppa di Polonia nel 1965, seguita da quelle del 1968 e del 1969. Proprio grazie alla vittoria di quest'ultima i polacchi partecipano alla Coppa delle Coppe 1969-1970 e arrivano in finale, dopo aver sconfitto i greci dell'Olympiacos, gli scozzesi del Rangers, i bulgari del Levski Sofia e la Roma. La squadra italiana viene eliminata solo per sorteggio, dopo che i tre incontri finiscono in parità (1-1 all'Olimpico, 2-2 allo Stadion Śląski di Chorzów e 1-1 nello spareggio di Strasburgo). La finale viene giocata al Prater di Vienna, e qui la squadra polacca viene sconfitta 2-1 dagli inglesi del Manchester City. Ad ogni modo il capocannoniere della manifestazione è un giocatore del Górnik, l'attaccante Włodzimierz Lubański, autore di tre gol negli incontri giocati contro la Roma.

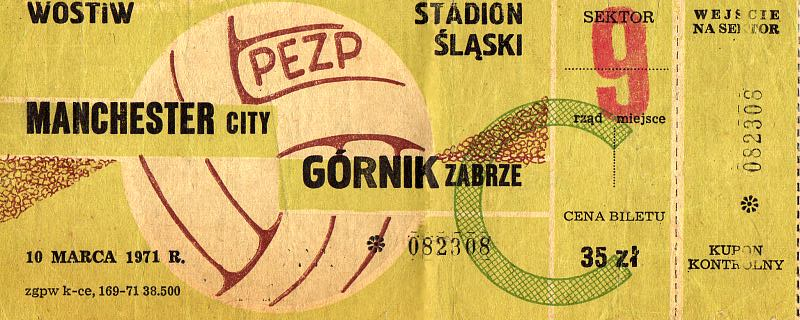
Biglietto per la partita di Coppa delle Coppe tra Górnik Zabrze e del 10 marzo 1971

Gli anni settanta cominciano con il nono titolo nel campionato 1970-1971 e il decimo l'anno successivo, più la vittoria di tre Coppe di Polonia nel 1970, 1971 e 1972, che unite alle due della fine del decennio precedente fanno cinque trofei consecutivi nella manifestazione. In questo periodo c'è da ricordare la partecipazione alla Coppa delle Coppe 1970-1971 nella quale Lubański è ancora capocannoniere, ma in cui la squadra polacca viene nuovamente eliminata dal Manchester City, in questa occasione nei quarti di finale: dopo che le due partite regolamentari sono finite 2-0 per le squadre di casa si rende necessario un terzo incontro di spareggio, che i polacchi perdono 3-1.
Da qui alla fine del decennio il Górnik alterna campionati da alta classifica, terminati anche con due partecipazioni alla Coppa UEFA, ad altri a metà classifica. Al termine del campionato 1977-1978 la squadra finisce ultima in classifica e retrocede in II liga, ma si assiste comunque ad una pronta risalita nel massimo campionato dopo una sola stagione in seconda divisione.
Nella prima parte degli anni ottanta la squadra non va mai oltre la quarta posizione, mentre nel 1984-1985 il Górnik vince l'undicesimo campionato, che non è altro che il primo di quattro consecutivi. A queste vittorie c'è da aggiungere la Supercoppa nazionale del 1988, più un buon terzo posto nel campionato 1988-1989. Questo dà alla squadra l'accesso alla Coppa UEFA 1989-1990, dove viene sorteggiata al primo turno con la Juventus. La squadra italiana vincerà poi il torneo, ma la trasferta in terra polacca verrà tristemente ricordata per la prematura scomparsa di Gaetano Scirea, membro della società bianconera oltre che ex-giocatore e bandiera della squadra, a causa di un tragico incidente stradale.
Negli anni novanta il Górnik non vince nessun trofeo; il punto più alto è il secondo posto nel campionato 1990-1991, seguito poi da un terzo posto tre anni più tardi, posizioni che danno l'accesso ad altre due partecipazioni alla Coppa UEFA. Nella prima parte degli anni duemila, invece, la squadra non va mai oltre la settima posizione.
Nel 2006 il club viene acquistato dal gruppo finanziario tedesco Allianz. Nel 2008-2009 la squadra si classifica all'ultimo posto e retrocede. Anche in questo caso dopo un solo anno, nel giugno 2010, raggiunge la promozione e torna nella massima serie. Conclude il successivo campionato al sesto posto, mentre nella stagione 2011-2012 è ottavo.
Nella stagione 2015-2016 dell'Ekstraklasa si classifica ultima e retrocede, ma la promozione viene guadagnata già nell'annata seguente.

## Organico

### Rosa 2025-2026
Aggiornato al 18 agosto 2025
| N. |                      | Ruolo | Calciatore          |
| -- | -------------------- | ----- | ------------------- |
| 1  | Polonia (bandiera)   | P     | Marcel Łubik        |
| 5  | Polonia (bandiera)   | D     | Kryspin Szcześniak  |
| 7  | Slovenia (bandiera)  | A     | Luka Zahovič        |
| 8  | Rep. Ceca (bandiera) | C     | Patrik Hellebrand   |
| 9  | Brasile (bandiera)   | A     | Gabriel Barbosa     |
| 10 | Germania (bandiera)  | A     | Lukas Podolski      |
| 11 | Nigeria (bandiera)   | A     | Taofeek Ismaheel    |
| 14 | Polonia (bandiera)   | C     | Jarosław Kubicki    |
| 15 | Germania (bandiera)  | C     | Roberto Massimo     |
| 16 | Polonia (bandiera)   | D     | Paweł Olkowski      |
| 17 | Polonia (bandiera)   | C     | Kamil Lukoszek      |
| 18 | Rep. Ceca (bandiera) | C     | Lukáš Ambros        |
| 19 | Polonia (bandiera)   | C     | Natan Dzięgielewski |
| 20 | Spagna (bandiera)    | D     | Josema              |
| 22 | Nigeria (bandiera)   | A     | Abbati Abdullahi    |
| 23 | Norvegia (bandiera)  | C     | Sondre Liseth       |

| N. |                          | Ruolo | Calciatore           |
| -- | ------------------------ | ----- | -------------------- |
| 25 | Polonia (bandiera)       | P     | Antoni Bałabuch      |
| 26 | Polonia (bandiera)       | D     | Rafał Janicki        |
| 27 | Polonia (bandiera)       | D     | Dominik Szala        |
| 28 | Francia (bandiera)       | C     | Bastien Donio        |
| 30 | Francia (bandiera)       | A     | Ousmane Sow          |
| 33 | Ucraina (bandiera)       | A     | Maksym Chlan'        |
| 55 | Polonia (bandiera)       | D     | Maksymilian Pingot   |
| 61 | Rep. Ceca (bandiera)     | D     | Michal Sáček         |
| 64 | Slovenia (bandiera)      | D     | Erik Janža           |
| 74 | Grecia (bandiera)        | A     | Theodōros Tsirigōtīs |
| 79 | Corea del Sud (bandiera) | C     | Goh Young-jun        |
| 80 | Montenegro (bandiera)    | C     | Matija Marsenić      |
| 81 | Slovacchia (bandiera)    | D     | Matúš Kmeť           |
| 92 | Polonia (bandiera)       | P     | Piotr Pietryga       |
| 99 | Polonia (bandiera)       | P     | Tomasz Loska         |

### Rose delle stagioni precedenti
- 2019-2020

## Palmarès

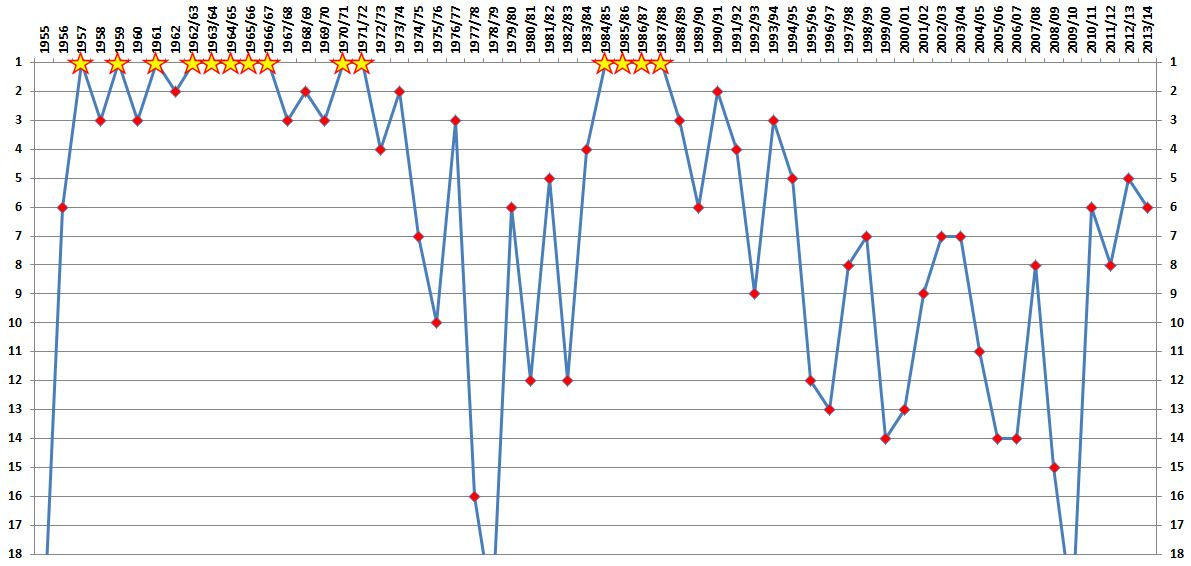
Piazzamenti del Górnik Zabrze fino alla stagione 2013-2014

### Competizioni nazionali
- Campionato polacco: 14

1957, 1959, 1961, 1962-1963, 1963-1964, 1964-1965, 1965-1966, 1966-1967, 1970-1971, 1971-1972, 1984-1985, 1985-1986, 1986-1987, 1987-1988
- Coppa di Polonia: 6

1964-1965, 1967-1968, 1968-1969, 1969-1970, 1970-1971, 1971-1972
- Supercoppa di Polonia: 1

1988
- Campionato polacco di seconda divisione: 1

1978-1979

### Altri piazzamenti
- Campionato polacco:

Secondo posto: 1968-1969, 1973-1974, 1990-1991
Terzo posto: 1958, 1960, 1967-1968, 1969-1970, 1976-1977, 1988-1989, 1993-1994
- Coppa di Polonia:

Finalista: 1955-1956, 1956-1957, 1961-1962, 1965-1966, 1985-1986, 1991-1992, 2000-2001
Semifinalista: 1962-1963, 1973-1974, 1974-1975, 1984-1985, 1987-1988, 1992-1993, 1997-1998, 2017-2018
- Supercoppa di Polonia:

Finalista: 1987
- Campionato polacco di seconda divisione:

Promozione: 2016-2017
- Coppa delle Coppe:

Finalista: 1969-1970